# Dobrovnitsa
Dobrovnitsa (bulgariska: Добровница) är ett distrikt i Bulgarien.   Det ligger i kommunen Obsjtina Pazardzjik och regionen Pazardzjik, i den centrala delen av landet, 100 km sydost om huvudstaden Sofia.
Trakten runt Dobrovnitsa består till största delen av jordbruksmark. Runt Dobrovnitsa är det ganska tätbefolkat, med 199 invånare per kvadratkilometer.